# واکنش مسلحانه (فیلم ۱۹۸۶)
واکنش مسلحانه (به انگلیسی: Armed Response) یک فیلم اکشن آمریکایی محصول سال ۱۹۸۶ به کارگردانی فرد اولان ری با بازی دیوید کارادین و لی وان کلیف است.

## داستان
یکی از مردان رئیس خطرناک یاکوزا معروف به آکیرا تاناکا مجسمه ای را که قصد داشت از آن به عنوان پیشنهاد صلح بین یاکوزای محلی و یک انبر چینی رقیب استفاده کند، گم می‌کند.

## بازیگران
- دیوید کارادین در نقش جیم روت
- لی وان کلیف در نقش برت راث
- ماکو ایواماتسو در نقش آکیرا تاناکا
- لوئیس همیلتون در نقش سارا روت
- برنت هاف در نقش تامی روت
- روس هاگن در نقش کوری تورتون
- دیک میلر در نقش استیو
- مایکل بریمن